# Ђулио Кловио
Ђорђо Ђулио Кловио (итал. Giorgio Giulio Cloviо; Грижане, 1498 – Рим, 5. јануар 1578), или Јурај Јулије Кловић, био је илуминатор, минијатуриста и сликар.
Рођен у Краљевини Хрватској. Највише је радио у ренесансној Италији. Сматра се највећим илуминатором италијанске високе ренесансе, и вероватно последњим веома значајним уметником у дугој традицији илуминираног рукописа, пре неких модерних препорода.

## Биографија
Ђулио Кловио је рођен у Грижанама, селу у Краљевини Хрватској (данашња Хрватска), Потекао је из хрватске породице.
Не зна се где се рано школовао, али је можда у младости учио уметност код монаха у Ријеци.
Преселио се у Италију са 18 година и почео је да живи у домаћинству кардинала Марина Гриманија, где се школовао за сликара. Између 1516. и око 1523. Кловио је можда живео са Марином у резиденцији његовог стрица, кардинала Доменика Гриманија, у Риму. Кловио је студирао код Ђулија Романа током овог периода. Студирао је и код Ђиролама даи Либрија.
Док је био штићеник кардинала Доменика Гриманија, Кловио му је гравирао медаље и печате, као и неке илуминиране књиге.
До 1524. године Кловио је био у Будиму, на угарском двору краља Лајоша II, за кога је насликао „Пресуду Париза“ и „Лукрецију“. Након Лајошеве смрти у Мохачкој бици, Кловио је отпутовао у Рим где је наставио своју каријеру.
После 1527. године посетио је неколико манастира. Кловио се 1534. вратио у домаћинство кардинала Марина Гриманија. Годину дана касније Кловио је можда следио Марина када је он именован за папског легата у Перуђи. Сматра се да је Кловио радио на илустрацијама за Соанов рукопис који је написао Марино Гримани отприлике у то време. Кловио се вероватно вратио у Рим крајем 1538. када се зна да се сусрео са писцем Франсиском де Оландом.
Кловио је касније постао члан породице Алесандра Фарнезеа са је остао повезан до своје смрти. Током свог времена са Фарнезом, Кловио је створио једно од својих ремек-дела, Фарнезеове часове. Друга позната дела из овог периода укључују илустрације за Towneley Lectionary.
Од 1551. до 1553. Кловио је радио у Фиренци. За то време насликао је минијатуру Елеоноре од Толеда (Енглеска, приватна колекција).

## Контакт са другим уметницима
Кловио је био пријатељ много млађег Ел Грека, прослављеног грчког уметника са Крита Ираклиона, који је касније радио у Шпанији, током Ел Грекових раних уметничких година у Риму. Греко је насликао два портрета Кловија.
Питер Бројгел Старији био је лични пријатељ Ђулија Кловија и боравио је са Кловијем у Риму током његовог путовања по Италији 1553. Бројгел је насликао мали медаљон који приказује бродове у олуји на Кловијовој минијатури Последњег суда (Њујоршка јавна библиотека). Шест Бројелових слика поменутих у Кловијевом тестаменту је нестало.

## Дела

### Soane Manuscript
Кловио је илумисао Коментар Марина Гриманија на посланицу Светог Павла Римљанима . Ово дело се сада налази у Музеју сер Џона Соуна у Лондону. Коментар се састоји од 130 велума. Укључене су две велике минијатуре, као и богато украшени бордури. Минијатуре приказују обраћење светог Павла.

### Towneley Lectionary
Towneley Lectionary се сада налази у њујоршкој јавној библиотеци и вероватно је припадао кардиналу Алесандру Фарнезеу. Коришћен је током богослужења, књига је садржала шест величанствених минијатура на целој страници насупрот минијатурних приказа јеванђелиста. Илустрације су представљале одломке Светог писма.

### Colonna Missal
Ово дело се сада налази у библиотеци Џона Рајландса у Манчестеру. Мисал Колона је направљен за кардинала Помпеа Колона. Било је неких дебата о идентитету уметника. Неки су мисал приписали Рафаелу (око 1517). Такође је сугерисано да дело може припадати Винценцију Раимондију. Сада се генерално приписује Кловију.

### Остало
Британска библиотека поседује његових дванаест једностраних минијатура на тему победа цара Карла V, и још једну књигу коју је првобитно наручио кардинал Марино Гримани а која укључује четири његове минијатуре.
Ватиканска библиотека има рукописни живот Фредерига III ди Монтефелтра, војводе од Урбина, који је Кловио богато илустровао. Друге илустрације чувају се у библиотекама у Бечу, Њујорку, Минхену и Паризу, као и у многим приватним колекцијама. Велика изложба његових радова одржана је 2012. у Кловићевим дворима, уметничкој галеријиу Загребу која је названа по њему.
Ђулио Кловио је преминуо у Риму 5. јануара 1578. године. Његова гробница се налази у базилици Сан Пиетро ин Винцоли, цркви у којој се налази Микеланђелов познати рад Мојсије.

## Наслеђе
Данас се у Италији и Хрватској слави његов рад. Он је јавно наводио да је хрватског идентитета. Ипак, већи део свог живота је радио у Италији па се због тога сматра италијанским сликаром.

## Галерија
- Статуа у Дривенику
- Биста у парку Зрињевац, Загреб
- Споменик у Грижанама
- Статуа испред Галерије Кловићеви двори, Загреб